# Incidente dell'Antonov An-74 dell'Aeronautica militare laotiana del 2014
Il 17 maggio 2014, un aereo Antonov An-74 dell'Aeronautica militare del Laos si è schiantato mentre era in viaggio verso la provincia di Xiangkhoang, nel Laos settentrionale, provocando la morte di tutte le 17 persone a bordo tranne una. Tra le vittime c'erano diversi politici laotiani in viaggio per partecipare a una cerimonia di celebrazione del 55º anniversario della seconda divisione dell'Esercito Popolare del Laos.

## L'aereo
Il velivolo coinvolto era un Antonov An-74TK-300 di costruzione ucraina, registrato RDPL-34020.

## L'incidente
Tra le 06:15 e le 07:00 (IC T), ora locale del 17 maggio 2014, tra i 1 500 metri (4 900 ft) e i 2 000 metri (6 600 ft) dalla destinazione di Xiang Khoang, l'aereo precipitò al suolo. Il velivolo era troppo basso durante l'avvicinamento finale e il carrello d'atterraggio urtò alcuni alberi a poca distanza dalla pista, causando l'incidente, attribuito a un errore tecnico.

## Le vittime
Secondo i primi resoconti, i passeggeri erano quattordici, ma in seguito si parlò di venti persone a bordo al momento dell'incidente, di cui solo tre sarebbero sopravvissute. Una volta chiarita la situazione, il numero degli occupanti fu indicato essere diciassette e il bilancio delle vittime sedici, con un sopravvissuto dopo che gli altri due superstiti iniziali erano morti per le ferite riportate.
Tra le vittime vi erano:
- Douangchay Phichit, membro del Politburo del Partito Rivoluzionario del Popolo Lao, vice primo ministro e ministro della Difesa nazionale.
- Thongbanh Sengaphone, segretario del Partito Rivoluzionario del Popolo Lao e ministro della Pubblica Sicurezza.
- Cheuang Sombounkhanh, segretario del Partito Rivoluzionario del Popolo Lao e capo della Commissione per la Propaganda e la Formazione.
- Soukanh Mahalath, segretario del Partito Rivoluzionario del Popolo Lao, segretario del Partito e governatore di Vientiane.